# Chiaravalle
Chiaravalle é uma comuna italiana da região das Marcas , província de Ancona, com cerca de 14 028 habitantes. Estende-se por uma área de 17 km², tendo uma densidade populacional de 825 hab/km². Faz fronteira com Camerata Picena, Falconara Marittima, Jesi, Monte San Vito, Montemarciano.
Cidade de Maria Montessori
Terra natal de Maria Montessori , grande educadora e pedagoga de Chiaravalle, conhecida mundialmente pelo método educativo que leva seu nome. Sua residência de nascença está inserida no circuito das “casas de memória” . A casa, após extensas obras de valorização e requalificação concluídas no final de 2021, alberga um museu Montessori gerido pela Fundação Chiaravalle-Montessori  . No seu interior é possível observar um acervo de material didático criado por Maria Montessori e aprofundar-se nos acontecimentos de sua vida, pensamento e método por meio de filmes, um mapa-múndi no qual é utilizada a projeção Fuller e um acervo de objetos que lhe pertenceram. Há também uma biblioteca de volumes Montessori e de pedagogia.

## Demografia
| Variação demográfica do município entre 1861 e 2011                               |
|                                                                                   |
| Fonte: Istituto Nazionale di Statistica (ISTAT) - Elaboração gráfica da Wikipedia |